# 뇌실막세포종
뇌실막세포종(腦室幕細胞腫, 영어: Ependymoma)는 뇌실막세포에서 발생하는 종양이다. 중추신경계의 조직에서 주로 나타나며, 소아(小兒) 임상 사례는 주로 두개내(영어: Intracranial)에서 보고되지만 성인의 경우 척수(영어: Spinal)에서 보고되는 점이 존재한다. 두개내 뇌실막세포종은 보통 제4뇌실에서 나타난다. 뇌실막세포종은 드물게 골반강(영어: Pelvic Cavity)에서 나타나기도 한다.